# Wookieepedia
Wookieepedia är en internetencyklopedi, upprättad 4 mars 2005 och inriktad på Star Wars. Wookieepedia innehåller (augusti 2025) över 209 000 artiklar om Star Wars och dess varelser, händelser, teknik och liknande. Wookieepedia är skriven på engelska, men finns också på andra språk.
I april 2015 hade webbplatsen över 120 000 artiklar, och lockade omkring 3.7 miljoner besökare månatligen.